# Howard Gobioff
Howard Gobioff (1971-2008) foi um cientista da computação e dançarino. Ele se formou com dupla graduação em ciências da computação e matemática na Universidade de Maryland, College Park. Howard trabalhou na Universidade de Carnegie Mellon antes de começar seu doutorado em ciências da computação. Howard faleceu repentinamente de linfoma com a idade de 36 anos.

## Carreira
Em 1999, Gobioff foi trabalhar para a Google, que era então apenas uma empresa de 40 pessoas. Como engenheiro de software, ele trabalhou no sistema de publicidade e no sistema de rastreamento e indexação. Em 2004, como diretor de engenharia do Google, lançou e liderou seu centro de pesquisa e desenvolvimento de Tóquio.

## Sistema de Arquivos da Google
Gobioff foi um dos arquitetos do Sistema de Arquivos da Google, um sistema proprietario de arquivos distribuídos desenvolvido pela Google para seu próprio uso. No "Sistema de Arquivos da Google", o papel seminal sobre o software, Gobioff e seus co-autores delinearam o projeto e apresentaram o uso do sistema no mundo real.
Os componentes dos sistemas de arquivos distribuídos Apache Hadoop MapReduce e Hadoop foram originalmente derivados, respectivamente, de documentos do Sistema de Arquivos do Google MapReduce e Google sistemas de arquivos. Usando o sistema de arquivo do Google e MapReduce, ou o Hadoop sistemas de arquivos distribuído e MapReduce, um projeto pode fazer um cálculo de mais de 10 Tbytes de dados usando 1.000 nós, que anteriormente teria sido inatingível para a maioria dos projetos.

## Fundação Gobioff
A Fundação Gobioff foi fundada por Howard Gobioff em 2007, meses antes da sua morte repentina em março de 2008. Seu objetivo era "fazer do mundo um lugar melhor." A Fundação concede bolsas e micro-financiamentos nas áreas de educação, artes, e os direitos humanos.
Entre outras iniciativas, a Fundação Gobioff apoia o projeto de arte "Think Small to Think Big" em Tampa, Flórida, que financiou cerca de 50 projetos nas áreas de dança, teatro, instalação, performance, escultura, pintura, jazz, punk rock, filmes, e arte digital, entre 2011 e 2014
Em 2014, a Fundação Gobioff se juntou a um grupo de financiadores da Flórida liderados pela Rede Filantrópica Florida na Colina do Capitólio para se reunir com a delegação do Congresso da Flórida para discutir os esforços filantrópicos locais e questões relacionadas a legislação e política pública. Essas reuniões fizeram parte do evento anual Fundações na Colina organizada pelo Fórum das Associações Regionais de Doadores, em parceria com o Conselho de Fundações e da Aliança para a Reforma de Caridade.